# Арчаков, Александр Иванович
Алекса́ндр Ива́нович Арчако́в (род. 10 января 1940, Кашин, Калининская область) — советский и российский врач-биохимик, академик АМН СССР (1991), академик РАН (2013), член Президиума РАН, лауреат премии имени А. Н. Баха (1982).

## Биография
В 1962 году окончил лечебный факультет 2-го МГМИ имени Н. И. Пирогова (сейчас это РНИМУ имени Н. И. Пирогова).
В 1965 году защитил кандидатскую диссертацию на тему «Влияние четырёххлористого углерода на ферментные системы печени и крови крыс».
С 1965 года работает на кафедре биохимии медико-биологического факультета 2-го МГМИ (МОЛГМИ, РГМУ, РНИМУ) имени Н. И. Пирогова, с 1978 по 2023 годы — заведующий кафедрой биохимии МБФ.
В 1973 году защитил докторскую диссертацию на тему «Перенос электронов и сопряженные с ним реакции в эндоплазматическом ретикулуме печени», в 1976 году присвоено учёное звание профессора.
В 1986 году избран членом-корреспондентом АМН СССР.
С 1989 по январь 2015 года — директор НИИ биологической и медицинской химии АМН СССР (сейчас это — Институт биомедицинской химии имени В. Н. Ореховича).
В 1991 году избран академиком АМН СССР.
С 1995 года — главный редактор научного журнала «Биомедицинская химия».
В 2011 году избран вице-президентом Российской академии медицинских наук.
В 2013 году стал академиком РАН (в рамках присоединения РАМН к РАН). С 2015 г. – научный руководитель ФГБНУ «Научно-исследовательский институт биомедицинской химии имени В. Н. Ореховича».

## Научная и общественная деятельность
Создатель научной школы в области изучения молекулярной организации и функционирования оксигеназных цитохром Р450-содержащих систем, исследования молекулярных механизмов структуры и функции мембран и биологического окисления. Является одним из основоположников постгеномных научных направлений: протеомика и метаболомика.
Предложил схему молекулярной организации оксигеназной системы печени, разработал методы её реконструкции из изолированных белков и липидов. Под его руководством сотрудниками Института разработан принципиально новый лекарственный препарат с противовирусной активностью «Фосфоглив» для лечения заболеваний печени различной этиологии (Премия Правительства РФ в области науки и техники 2003 г.). В настоящее время этот препарат широко используется в здравоохранении.
Современные научные интересы А. И. Арчакова связаны с исследованиями в области постгеномных технологий, нанобиотехнологий, протеомики и метаболомике, развитием подходов к созданию персонализированной и прецизионной  медицины будущего. А. И. Арчаков является основоположником развития протеомики в России, под его руководством была выполнена программа «Протеомика в медицине и биотехнологии», в настоящее время он является координатором, представляющем Россию в международном проекте «Протеом человека».
Научный руководитель более 60 кандидатских диссертаций, научный консультант 15 докторских диссертаций.
Автор более 700 научных трудов, включающих около 400 научных статей, 6 монографий, 19 патентов и авторских свидетельств.
Много лет работал в составе совета Российского фонда фундаментальных исследований (РФФИ), совета Президента РФ по поддержке молодых ученых и ведущих научных школ, Комитета Совета Федерации по образованию и науке Федерального Собрания РФ.

### Монографии
- «Перекисное окисление липидов в биологических мембранах» (1972)
- «Микросомальное окисление» (1975)
- «Оксигеназы биологических мембран» (1983)
- «Холестериноз» (1983)
- «Cholesterosis: membrane cholesterol, theoretical and clinical aspects» (1984)
- «Cytochrome P450 and active oxygen» (1990)

### Индекс цитируемости
Входит в топ-100 ученых России по значению индекса научного цитирования Science Index: количество публикаций — 761, цитирований — 11800, индекс Хирша — 41.

## Награды
- Орден «За заслуги перед Отечеством» II степени (17 ноября 2016 года) — за большой вклад в развитие здравоохранения, медицинской науки и многолетнюю добросовестную работу[3][4]
- Орден «За заслуги перед Отечеством» III степени (8 марта 2007 года) — за большой вклад в развитие здравоохранения, медицинской науки и многолетнюю добросовестную работу[5]
- Орден «За заслуги перед Отечеством» IV степени (22 мая 2000 года) — за заслуги перед государством, многолетний добросовестный труд и большой вклад в укрепление дружбы и сотрудничества между народами[6]
- Орден Пирогова (14 ноября 2022 года) — за вклад в развитие науки и многолетнюю добросовестную работу[7]
- Государственная премия Российской Федерации 1998 года в области науки и техники (22 июля 1998 года) — за работу «Микросомальное окисление и метаболизм лекарств: механизмы оксигеназных реакций, катализируемых цитохромом Р450, и их моделирование»[8]
- Государственная премия СССР 1983 года в области науки и техники (27 ноября 1983 года) — за цикл работ «Физико-химические механизмы свободнорадикального перекисного окисления липидов в биологических мембранах» в 1954—1981 годах[9]
- Государственная премия РСФСР в области науки и техники (1989 год)
- Премия Правительства Российской Федерации в области науки и техники (18 февраля 2003 года) — за создание отечественного препарата для лечения заболеваний печени «Фосфоглив»[10]
- Государственная премия Российской Федерации в области науки и технологий 2021 года (9 июня 2022) — за экспериментально-теоретические работы по медицинской протеомике[11]
- Премия имени А. Н. Баха (1982 год) — за серию работ «Микросомальное окисление»
- Большая золотая медаль имени Н. И. Пирогова РАН (2020) — за фундаментальные и прикладные исследования в области постгеномных технологий, нанобиотехнологий и протеомики